# Synischia levidensis
Synischia levidensis är en kräftdjursart som beskrevs av Hale 1924. Synischia levidensis ingår i släktet Synischia och familjen tånglöss. Inga underarter finns listade i Catalogue of Life.